# تاريخ النمسا

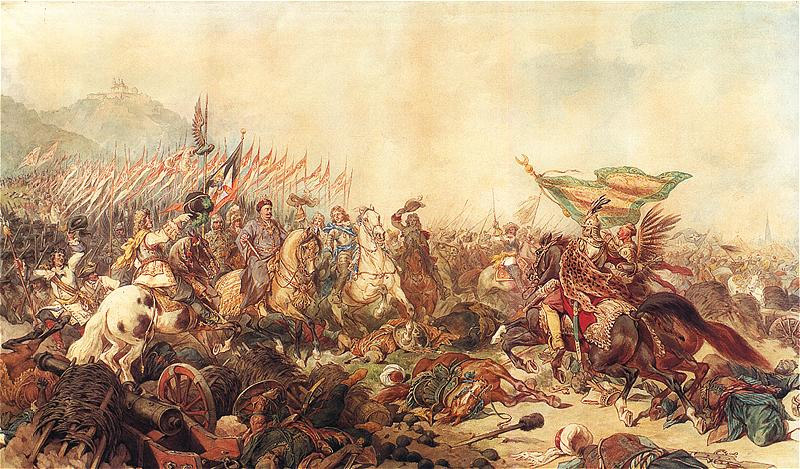

يعود تاريخ النمسا إلى القرن الثاني قبل الميلاد حيث كانت هناك مملكة النوريكوم.في عام 15 قبل الميلاد استولت دولة الروم في عهد القيصر آوكوستوس على الأراضي النمساوية ومنذ ذلك الحين يعود كثير من مدن النمسا إلى عصر الرومان مثل فيينا والتي كانت اسمها (فيندوبونا)، سالسبورج (يو فافوم) وغيرها.
وبعد وفاة القيصر الروماني مارك أوريل في سنة 180 بعد الميلاد في فيينا، انتهى العصر الروماني بالنمسا حيث انسحبت الروم وتركتها للجرمانيين (الألمان) حيث انتشرت الحملة الصليبية في البلاد من المبشرين القادمين من أيرلندا سكوتلاندا، ويعود تاريخ أكبر مركز رهباني في سالسبورج (سانت بينرس) إلى هذا العهد.

## تشكل الدولة النمساوية
وقد حكمت هذه المنطقة في القرون العاشر والحادى عشروالثاني عشروالثالث عشرعائلة (بابين بيرج)، وكانت أول الوثائق التاريخية التي ذُكرت فيها النمسا هي في عام 996 م تحت اسم (اوستاريشي) وذلك في عهد ليوبولد الأول من عائلة (بابين بيرج).
وما بين عام 1080 و 1136 ميلادي وخاصة في عهد ليوبولد الثالث والذي كان يتخذ من مدينة كلوستر نيبورج مركز لحُكمه وصلت النمسا في ذلك الوقت إلى عصر مزدهر.
وفي عصر الحروب الصليبية أشترك ليوبولد الخامس وليوبولد السادس في هذه الحروب، في عام 1246 ميلادي يسقط أخر عضو من حاشية بابين بيرج وهو فريدريخ الثاني وينتهي بذلك عصر عائلة بابين بيرج.

## عهد الهابسبورج
يبدأ بعد ذلك عهد عائلة الهابسبورج حيث يستلم في عام 1273 رودولف فون هابسبورج زمام الحكم وكملك على ألمانيا، وفي عصر رودولف الرابع 1363 تعيش النمسا نهضة حضارية ومعمارية كبيرة حيث تبنى الجامعة في فيينا عام 1365 وهي الآن أقدم جامعة في البلاد الناطقة باللغة الألمانية، وكذلك تم بناء كنيسة شتيفان دوم. ومن خلال حروب الهابسبورج مع البوهيميين والمجر حصلت النمسا على عرش هاتين الدولتين في عام 1526 وأصبحت بذلك قوة عظمى وكان هذا في عصر مكسيميليان الذي استطاع تطوير النمسا من دولة متأخرة إلى دولة لها مؤسستها المتطورة.

## الصراع مع العثمانيين
وفي نفس العام 1526 احتل السلطان سليمان القانوني الجزء الشرقى من مدينة (بودابست) المسمى (بست) وفي عام 1529 وصل السلطان سليمان إلى أبواب فيينا ولكنه ترك حصارها بعد وقت قصير وحصاره لفيينا الثاني كان عام 1532 ولكنه لم يكن متوج بالنجاح، وفي عام 1541 استطاع العثمانيون احتلال كامل مدينة (بودابست) بجزئيها الشرقى والغربي، ولكن بعد معارك طاحنة في المجر مع الأتراك عام 1547 تم توقيع اتفاقية هدنة بين النمسا والإمبراطورية العثمانية، وكان على فرديناند الإمبراطور النمساوي دفع الجزية إلى العثمانيين وكانت وقتها 30 ألف دوكتا سنوياً.
ولقد كان في عهد فرديناند تطوير المؤسسات الحكومية إلى حكومات مركزية والتي بقيت سارية المفعول حتى منتصف القرن التاسع عشر، وكذلك أنتشر المذهب البروتستانتي المسيحي في النمسا والتي كانت في ذلك الحين كاثوليكية المذهب.
وفي عام 1618 اندلعت الثورة البوهيمية ضد إمبراطورية الهابسبورج والتي عرفت بحرب الثلاثين عاماً لأنها دامت إلى عام 1648 وانتهت بمعاهدة فيستفال في عصر فرديناند الثالث.
في عام 1683 حاصر الأتراك فيينا للمرة الثالثة ولكن استطاع جراف شتارهمبرج في معركة فيينا عند جبل الكالينبرج ردع الأتراك. وفي عام 1686 استردوا بودابست من الدولة العثمانية بعد 145 عام من السيطرة العثمانية عليها.

## تشكل الإمبراطورية النمساوية
بعد موت كارل السادس تولت ابنته ماريا تيريزا الإمبراطورية النمساوية من عام 1740 إلى 1780 وتعتبر ماريا تيريزا من أهم الشخصيات في تاريخ النمسا لأنها بدأت حملة تجديد واسعة حيث جعلت أمور التعليم من واجبات الدولة وهكذا أنشأت أول المدارس الابتدائية كما أنشأت أيضاً ميزانية التعليم، والمنهج الطبي الفييباوي من فانسويتن الذي كان طبيب ماريا تيريزا.بعد وفاة زوج ماريا تيريزا شارك أبنها الأكبر جوزيف الثاني بالحكم وكان هذا في عام 1765 وكان من المعروف أن حُكام النمسا في ذلك الوقت هم حُكام ألمانيا، حيث أصبح هو أيضا إمبراطورا لألمانيا.وقد تابع جوزيف الثاني الجهود لتحديث الإمبراطورية النمساوية حيث وضعت قوانين الحرية الدينية مما حسن من وضع اليهود آنذاك، وقوانين الرعاية الصحية والاجتماعية وفي عصره أنشأ المستشفى العام الجامعي والذي كان من أكبر مستشفيات العالم.
وبعد وفاة جوزيف الثاني جاء أخوه ليوبولد الثاني عام 1790.وكانت فيينا بذلك الوقت عاصمة العالم الموسيقية من خلال هايدن موتسارت وبيتهوفين في اواخر القرن.
وفي عام 1789 قامت الثورة الفرنسية وقبل أن تتخذ النمسا خطوات رد الفعل ضد فرنسا خوفا منها، مات ليوبولد الثاني وأستلم أبنه زمام الحكم.
ومن خلال اجتياح نابليون لأوروبا وصلت جيوشه إلى النمسا في عام 1809ولكن الجيوش النمساوية هزمته في معركة أسبرن، ولكن الجيش الفرنسي استطاع الانتصار عليهم في معركة بمارخ فيلد في نفس العام، وبذلك بدأ عصر نابليون بالنمسا. ومن نتائج هذه الهزيمة أن نابليون فصل جزء من النمسا الجنوبية وشكل منها دولة الهيرين وهي يوغوسلافيا، وبذلك فقدت النمسا حدودها البحرية..
وفي عام 1810 كان الأمير كليمنس فون مترنيش متولي الأمور الدبلوماسية واستطاع أن يخفف من حدة الصراع مع نابليون بتدبير زواجه من الدوقة الكبيرة ماري لويز ابنة الإمبراطور النمساوي فرانس الأول.
وبعد هزيمة نابليون في معركة لايبزيخ 1813 استعادة النمسا السيادة على أراضيها من جديد ثم بعد ذلك معاهدة فيينا عام 1815 لإعادة تنظيم أوروبا.
في عام 1848 قامت الثورة من الطلاب والعمال والأمراء، وأدت هذه الثورة إلى تغير كبير حيث أنشأ مجلس الدولة (البرلمان النمساوي الأول). في هذه السنة أستلم فرانس يوسف الإمبراطورية وفي عام 1849 أنشأت السكك الحديدية.وأسست فصائل الجاندارم. عام 1866 حروب النمسا مع روسيا وإيطاليا في معارك كونيكسكريتس وكستوزا وليسا، ثم خروج النمسا من الحلف الألماني، عام 1867 التسوية مع المجر ووضع أسس لحقوق المواطنين.
1869 الخدمة العسكرية الإجبارية العامة، وقانون التعليم الإجباري العام.
1889 انتحار ولي عهد النمسا رودولف وتعيين ولي العهد الدوق الأكبر فرانس فرديناند.
في عام 1907 حق الانتخاب العام، وفي عام 1908 ضمت النمسا إلى الإمبراطورية أراضي سلوفينيا، وكان لهذا دور كبير في تطور الأمور في البلقان حيث حقدت الصرب على النمسا.

## السبب المباشر للاندلاع الحرب العالمية الأولى.
نتيجة لتفاعلات وتطورات القضية البلقانية، تم اغتيال ولي عهد النمسا ”فرانسوا فرديناند” وزوجته أثناء زيارته لسرايفو عاصمة البوسنة في 28 يونيو1914 من طرف طالب صربي متطرف (غفريلو برانسيب). وعلى اثر ذلك وجهت النمسا إنذارا شديد اللهجة لصربيا تضمن مجموعة من الشروط من أهمها:
- استبعاد جميع الضباط والموظفين المتورطين في الدعاية ضد النمسا من الخدمة العسكرية.
- التعاون مع النمسا للقضاء على كل حركة داخل صربيا المتامرة على وحدة النمسا.
- فتح تحقيق قضائي حول مؤامرة 28 يونيو1914 وقبول مشاركة النمسا فيه.
وامام رفض صربيا لهذه المطالب والشروط اعلنت النمسا الحرب على صربيا في 28يوليوز1914 لتتحرك اليات التحالفات المبرمة سلفا مسفرة عن اندلاع نزاع حربي كبير عرف بالحرب العالمية الأولى.

## الجمهورية الأولى
بعد انتهاء الحرب العالمية الأولى وهزيمة النمسا حددت دول الإتلاف المنتصرة في مؤتمر جرمان 1919 حدود النمسا الجديدة (الحالية)، وفي 1920 وضع القانون الجديد للجمهورية، وإلى عام 1932 توالت عدة حكومات برئاسة المسيحيين الاشتراكيين بينما بقي الحزب الاشتراكي الديمقراطي بزعيمه أوتوباور في المعارضة.
1932 استلم إنغلبرت دولفوس الحكم ومارس حكماً ديكتاتوريا من ناحية ومن ناحية أخرى كان ضد سياسة هتلر مما أدى إلى محاولة انقـلاب من الوطـنيون الاشـتراكيون (النازيون) عام 1934 وتم اغتيال دولفوس وفشل الانقلاب.
المستشار كورت شوشنيك يخلف دولفوس كمستشار للحكومة النمساوية.
عام 1938 دخول القوات الألمانية النمسا وضم النمسا إلى الرايخ الألماني، وخاضت النمسا الحرب العالمية الثانية مجبرة مع ألمانيا، وفي نهاية الحرب العالمية الثانية وهزيمة هتلر دخلت قوات الحلفاء إلى النمسا عام 1945 وفي 27/4/1945 تكونت الجمهورية النمساوية (الثانية) بزعامة الدكتور كارل رينر، ولكنها كانت تحت سيطرة الحلفاء (أمريكا، روسيا، فرنسا، إنجلترا).

## الديكتاتورية: دولة النمسا الفيدرالية (1933- 1938)

### إنغلبرت دولفوس (1933- 1934)

#### 1933: حل البرلمان وتشكيل الجبهة الوطنية
نقل كل من دولفوس والحزب الاجتماعي المسيحي النمسا بسرعة باتجاه السلطة المركزية في النموذج الفاشي. أعرب دولفوس عن قلقه لأن الزعيم الاشتراكي الوطني الألماني أدولف هتلر كان قد أصبح مستشارًا في ألمانيا في 30 يناير من عام 1933، بعد أن أصبح حزبه أكبر مجموعة في البرلمان وتولى السلطة المطلقة بسرعة. وبالمثل، كان من الممكن أن يصبح الاشتراكيون القوميون النمساويون بسهولة أقلية مهمة في الانتخابات النمساوية المستقبلية. يقدر الباحث في الفاشية ستانلي جي. باين، أنه لو عقدت الانتخابات في عام 1933، كان من الممكن للاشتراكيين الوطنيين النمساويين تأمين نحو 25% من الأصوات. اقترحت مجلة تايم مستوى أعلى من الدعم بنسبة 50% مع نسبة موافقة تصل إلى 75% في منطقة تيرول المتاخمة لألمانيا النازية. عكست الأحداث التي وقعت في النمسا خلال مارس من عام 1933 تلك التي وقعت في ألمانيا، إذ نصب هتلر نفسه ديكتاتورًا في نفس الشهر.

##### انقلاب مارس
حدثت مخالفة في إجراءات التصويت البرلمانية في 4 مارس عام 1933. استقال كارل رينر (اجتماعي ديمقراطي) ورئيس المجلس الوطني، من أجل أن يكون قادرًا على التصويت على اقتراح مثير للجدل للتعامل مع إضراب السكك الحديدية الذي كان من المرجح أن يمر بهامش صغير جدًا، وهو ما لم يكن قادرًا على إنجازه أثناء توليه ذلك المنصب. نتيجة لذلك، استقال نائبا الرئيس اللذان يمثلان الأحزاب الأخرى، رودولف راميك (من الحزب الاجتماعي المسيحي) وسيب شترافنر (من حزب الشعب الألماني الكبير) لنفس السبب. ليس من الممكن اختتام الدورة في ظل غياب الرئيس.
على الرغم من وجود قواعد إجرائية كان يمكن اتباعها في هذا الحدث غير المسبوق وغير المتوقع، انتهز مجلس وزراء دولفوس الفرصة لإعلان عدم قدرة البرلمان على العمل. بينما وصف دولفوس هذا الحدث بأنه «إلغاء ذاتي للبرلمان فقد كان في الواقع بداية الانقلاب الذي كان من شأنه أن يؤسس «دولة النمسا الاتحادية» التي استمرت حتى عام 1938.
باستخدام حكم الطوارئ الذي سُن خلال الحرب العالمية الأولى، مرسوم قوى الحرب الاقتصادية (قانون التفويض الاقتصادي للحرب، كاي دبليو إي جي 24، يوليو 1917 آر جي بي آي. رقم. 307)، تولت السلطة التنفيذية السلطة التشريعية في 7 مارس ونصحت الرئيس فيلهلم ميكلاس بإصدار مرسوم إلى أجل غير مسمى. هكذا، انتهت الجمهورية الحكومية والديمقراطية الأولى فعليًا في النمسا، تاركة دولفوس للحكم كديكتاتور مع سلطات مطلقة. شملت التدابير الفورية إلغاء الحق في التجمع وحرية الصحافة. اتهمته المعارضة بانتهاك الدستور.
مُنعت محاولة حزب الشعب الألماني الأكبر والديمقراطيين الاجتماعيين لإعادة تشكيل المجلس في 15 مارس، بمنع دخول المجلس من قبل الشرطة وتقديم النصح للرئيس فيلهلم ميكلاس بتأجيله إلى أجل غير مسمى. كان دولفوس على دراية ان القوات النازية قد استولت على السلطة في بافاريا المجاورة في 9 مارس. أخيرًا في 31 مارس، حُلت جمهورية شوتزبونشر (الذراع شبه العسكرية للحزب الديمقراطي الاجتماعي) لكنها (استمرت بطريقة غير قانونية).

##### الأحداث اللاحقة
التقى دولفوس بعد ذلك مع بينيتو موسوليني لأول مرة في روما في 13 أبريل. اكتسب الاشتراكيون الوطنيون في 23 أبريل 40% من الأصوات في انتخابات إنسبورك المجتمعية، وأصبحوا أكبر كتلة تصويت، لذلك حُظرت جميع الانتخابات الحكومية والمجتمعية في مايو.
استبدل دولفوس في 20 مايو من عام 1933 «بالجمهورية الديمقراطية»، كيانًا جديدًا، ودمج حزبه الاجتماعي المسيحي مع عناصر من الجماعات القومية والمحافظة الأخرى، بمن فيهم الهايمفير، الذي شمل العديد من العمال غير الراضين عن القيادة الراديكالية للحزب الاشتراكي، لتشكيل الجبهة الوطنية، على الرغم من أن الهايمفير واصلو وجودهم كمنظمة مستقلة حتى عام 1936، عندما دمجهم خليفة دولفوس، كورت فون شوشنيغ قسرًا في الجبهة بدلًا من خلق جبهة موالية كقوة مهام شبه عسكرية. يُزعم أن الكيان الجديد مؤلف من الحزبين ويمثل أولئك الذين كانوا «موالين للحكومة»
حُظر الحزب الاشتراكي الوطني النمساوي في يونيو عام 1933. كان دولفوس مدركًا أيضًا لتأثير الاتحاد السوفيتي المتزايد في أوروبا طوال فترة عشرينيات القرن العشرين وأوائل ثلاثينيات القرن، فحظر الشيوعيين مؤسسًا دكتاتورية نمساوية فاشية ذات حزب واحد على غرار الفاشية الإيطالية وترتبط بالنقابوية الكاثوليكية ومكافحة العلمانية. تخلى عن كل ذريعة لتوحيد النمسا مع ألمانيا طالما أن الحزب النازي مستمر في السلطة هناك.
على الرغم من حظر جميع الأحزاب النمساوية، بما فيها حزب العمل الديمقراطي الاجتماعي، فإن الديمقراطيين الاجتماعيين واصلوا الوجود كمنظمة مستقلة، بما في ذلك جمهورية شوتزبوندر شبه العسكرية، والتي يمكن لها أن تحشد عشرات الآلاف ضد حكومة دولفوس.
أصدرت حكومة موسوليني ضمانًا للاستقلال النمساوي في أغسطس عام 1933 («إذا لزم الأمر، ستدافع إيطاليا النمسا بقوة الأسلحة»). تبادل دولفوس «الرسائل السرية» مع بينيتو موسوليني حول طرق ضمان الاستقلال النمساوي. كان موسوليني مهتمًا بالنمسا لتشكيل منطقة عازلة ضد ألمانيا النازية. أكد دولفوس دائمًا على تشابه أنظمة هتلر في ألمانيا وجوزيف ستالين في الاتحاد السوفيتي، وكان مقتنعًا بأن الفاشية النمساوية والفاشية الإيطالية يمكن أن تعارضا الاشتراكية الوطنية الشمولية في أوروبا.
نجا دولفوس من محاولة اغتيال في أكتوبر من عام 1933 من قبل رودولف ديرتيل، البالغ من العمر 22 عام الذي أُخرج من الجيش بسبب وجهات نظره الاشتراكية الوطنية.

## الجمهورية الثانية
وفي عام 1955 وبعد أكثر من 300 جلسة عقدها وزراء خارجية الحلفاء يقوم وفد حكومي نمساوي رفيع المستوى مؤلف من مستشار الحكومة النمساوية حينذاك يوليوس راب ونائبه أدولف شارف ووزير الدولة كرايسكي بعقد مباحثات مع الحكومة السوفيتية بمقتضى ما يسمى بـ (مذكرة موسكو) على الموافقة المبدئية للحكومة السوفيتية على معاهدة الدولة.
توقيع معاهدة الدولة من جانب الدول العظمى والنمسا في قصر البيلفيدير يوم 15/5/1955 مع تأكيد حظر انضمام النمسا إلى ألمانيا، ووافق البرلمان على قانون الحياد في 26أكتوبر1955، وأصبح هذا اليوم هو العيد الوطني للنمسا.
وفي نفس العام تم افتتاح دار الأوبرا وكان هذا رمزاً واضحاً للانتهاء من إعادة بناء البلاد ثم دخول النمسا كعضو في منظمة الأمم المتحدة، وفي عام 1956 دخول النمسا كعضو في المجلس الأوروبي.
1966-1970 انتهاء النظام السياسي السالف للحكومات الائتلافية وحكومات انتخاب التمثيل النسبي، حكومة كلاوس للأغلبية المطلقة (حزب الشعب النمساوي).اعتبارا من 1973 بدأ عصر الحكومات الاشتراكية التي بدأها كرايسكي الذي جعل السياسة الخارجية محورا أساسيا، وادخل العرب إلى ساحة السياسة العالمية وخاصة رؤيته الحكيمة الصحيحة للقضية الفلسطينية.
1979 أصبحت مدينة فيينا ثالث مقر من مقرات الأمم المتحدة.